# Анафіотика
Анафіотика (грец. Αναφιώτικα) — невеличкий район Афін, розташований біля підніжжя північного схилу Акрополя; північно-східне продовження Плаки. Найближча станція Афінського метрополітену — станція «Акрополі».
Район Анафіотика заснований в добу правління короля Оттона І мешканцями з острова Анафі, що прибули до новоствореної столиці на будівництво Королівського палацу. Забудова району здійснювалась у типовому кікладському стилі: вузькі вулиці із невеличкими, округлими або чітко квадратними будинками, вибілені у яскраво-білий колір, що потопають у клумбах та альпійських гірках.
В Анафіотиці розташований археологічний Музей Канеллопулоса.

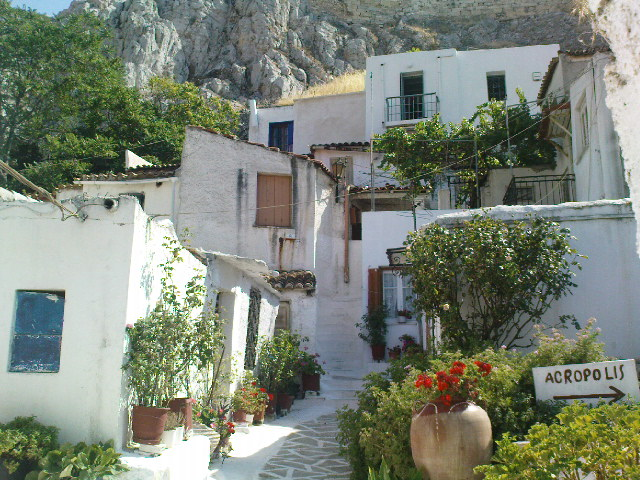
Анафіотика